# 면도날 (영화)
《면도날》(The Razor's Edge)은 미국에서 제작된 에드먼드 굴딩 감독의 1946년 드라마 영화이다. 타이론 파워 등이 주연으로 출연하였고 대릴 F. 자눅 등이 제작에 참여하였다.

## 출연

### 주연
- 타이론 파워
- 진 티어니

### 조연
- 존 페인
- 앤 박스터
- 클리프톤 웹
- 허버트 마샬
- 루실 왓슨

## 기타
- 원작자: W. 서머셋 모옴
- 미술: 리처드 데이
- 미술: 나단 주런